# 奴隷天国 (曲)
「奴隷天国」（どれいてんごく）は、エレファントカシマシの7枚目のシングル及び楽曲。

## 解説
1993年4月21日にEpic/Sony Recordsより規格品番ESDB-3373でリリース。現在廃盤。
6thアルバム『奴隷天国』の先行シングル。カップリング曲の「日曜日（調子はどうだ）」と共に収録されている。
エレファントカシマシがメジャー・デビュー35周年を迎える2023年3月にソニー・ミュージックダイレクトが運営するYouTube公式チャンネル『otonano YouTube Channel』において、3パターンの映像作品が公開された（外部リンク参照）。

## 収録曲
全作詞・作曲：宮本浩次
編曲：エレファントカシマシ
1. 奴隷天国 - 4:21
2. 日曜日（調子はどうだ） - 3:39
  - 日本テレビ系「ショージに目あり!」テーマ曲